# Marianne Beth
Pour les articles homonymes, voir Beth.
Marianne Beth, née Marianne von Weisl le 6 mars 1889 à Vienne (Autriche-Hongrie) et morte le 19 août 1984 à New York, est une avocate, sociologue, féministe et professeure d'université austro-américaine. En 1921, elle devient la première femme autrichienne à obtenir un doctorat en droit.

## Biographie
Marianne Weisl naît en 1889 dans une famille de la bourgeoisie viennoise. Son père, Ernst Franz von Weisl, est avocat. En 1906, elle épouse le théologien berlinois Karl Beth (en) et se convertit du judaïsme au protestantisme.
Après avoir suivi des cours privés, elle obtient sa maturité dans un lycée de garçons. En 1908, elle souhaite étudier le droit, mais l'accès des femmes à la faculté de droit de Vienne est interdit à cette époque. Elle étudie donc l'orientalisme et obtient un doctorat grâce à une thèse sur les langues orientales. En 1919, le changement de loi lui permet d'intégrer la faculté de droit. En 1921, elle devient la première femme docteure en droit comme conférencière à la faculté de Vienne. En 1928, elle devient avocate.
Elle écrit régulièrement sur la condition des femmes. Elle rédige le manuel juridique intitulé Das Recht der Frau [Le droit de la femme], publié en 1931. Elle est cofondatrice de l'Organisation des femmes autrichiennes.
Lorsque le Troisième Reich annexe l'Autriche en 1938, Beth voit son nom d'origine juive retiré du registre des avocats. Elle s'exile aux États-Unis avec son mari. De 1939 à 1942, elle enseigne la sociologie au Reed College de Portland, en Oregon.

## Écrits
- (de) Das Recht der Frau [« Le droit de la femme »], 1931.
- (de) [Autobiographie], dans : Elga Kern (éd): Führende Frauen Europas (en 16 descriptions personnelles), Munich, E. Reinhardt, 1928, pp. 94–115.